# Antyle Holenderskie na zimowych igrzyskach olimpijskich
Antyle Holenderskie na zimowych igrzyskach olimpijskich wystartowały dwa razy – w 1988 oraz w 1992 roku.
Na Zimowych Igrzyskach Olimpijskich 1988 Antyle Holenderskie reprezentowało dwóch sportowców, podobnie jak cztery lata później w Albertville. Bart Carpentier Alting reprezentował ten kraj na obu igrzyskach, we wszystkich konkurencjach, w jakich Antyle Holenderskie wystawiły reprezentację. Na obydwóch występach Antyle Holenderskie miały swoich przedstawicieli w bobslejach, a w 1992 także w saneczkarstwie.
Największym sukcesem reprezentantów tego kraju było zajęcie 29. miejsca przez Barta Carpentiera Altinga i Barta Drechsela w bobslejach w konkurencji dwójek mężczyzn na Zimowych Igrzyskach Olimpijskich 1988.

## Tło startu
15 grudnia 1954 utworzono Antyle Holenderskie z dawnej holenderskiej kolonii Curaçao i Dependencje. Jednak Narodowy Komitet Olimpijski Antyli Holenderskich (NAOC) został utworzony już 23 marca 1931 roku. W 1938 roku komitet został członkiem Sportowej Organizacji Ameryki Środkowej i Karaibów (CACSO), a w 1951 roku Panamerykańskiej Organizacji Sportowej (PASO). W 1950 roku został członkiem MKOL, a dwa lata później w Helsinkach sportowcy z Antyli zadebiutowali na letnich igrzyskach.
W 1986 Aruba odłączyła się od Antyli Holenderskich i została odrębnym terytorium pod flagą Królestwa Niderlandów. Sama Aruba wystartowała w 1988 roku na Letnich Igrzyskach Olimpijskich w Seulu.
Po raz pierwszy Antyle Holenderskie wystartowały na Zimowych Igrzyskach Olimpijskich 1988, które odbywały się w kanadyjskim Calgary. Nie osiągnęli wtedy żadnego sukcesu, podobnie jak w 1992 na igrzyskach w Albertville.
10 października 2010 Antyle Holenderskie w wyniku referendum przestały istnieć, dzieląc się na 5 osobnych, niezależnych od siebie terytoriów. Curaçao i Sint Maarten stały się krajami składowymi w ramach Królestwa Niderlandów, a Bonaire, Saba i Sint Eustatius gminami zamorskimi kraju Holandia. Na 123. sesji MKOl-u organizacja ta wycofała uznanie dla narodowego komitetu olimpijskiego Antyli Holenderskich.

## Występy Antyli Holenderskich na zimowych igrzyskach olimpijskich

### Calgary 1988
W 1988 na zimowych igrzyskach olimpijskich, które odbywały się w kanadyjskim Calgary, Antyle Holenderskie reprezentowało dwóch mężczyzn. Reprezentacja tego kraju wzięła udział w dwóch spośród trzynastu dyscyplin sportowych, które Międzynarodowy Komitet Olimpijski włączył do kalendarza igrzysk. Bart Carpentier Alting i Bart Drechsel wystartowali w bobslejach w konkurencji dwójek mężczyzn. Zajęli dwudziestą dziewiątą pozycję. Bart Carpentier Alting wystartował jeszcze w saneczkarstwie, w konkurencji jedynek mężczyzn. Zajął 36. pozycję – ostatnią spośród wszystkich sklasyfikowanych zawodników.

### Albertville 1992
Na Zimowych Igrzyskach Olimpijskich 1992, które odbywały się we francuskim Albertville, ponownie wystartował Bart Carpentier Alting. Wraz z Dudleyem den Dulkiem wziął udział w bobslejach w konkurencji dwójek mężczyzn. Zajęli trzydziestą siódmą pozycję na czterdzieści sześć startujących drużyn.
Był to ostatni start Antyli Holenderskich na zimowych igrzyskach olimpijskich.

## Chorążowie
Podczas ceremonii otwarcia Zimowych Igrzysk Olimpijskich 1988 w Calgary chorążym Antyli Holenderskich był bobsleista Bart Carpentier Alting. Na ZIO 1992, odbywających się w Albertville, chorążym był również bobsleista Dudley den Dulk.
| Rok i miejsce    | Chorąży                | Dyscyplina |
| ---------------- | ---------------------- | ---------- |
| Calgary 1988     | Bart Carpentier Alting | bobsleje   |
| Albertville 1992 | Dudley den Dulk        | bobsleje   |

## Statystyki według dyscyplin
Antyle Holenderskie dwukrotnie wystawiły swą reprezentację w bobslejach, w których reprezentowało je trzech zawodników. Byli to Bart Drechsel, Dudley den Dulk i dwukrotnie Bart Carpentier Alting. Najlepszym wynikiem osiągniętym przez reprezentantów Antyli Holenderskich w bobslejach było dwudzieste dziewiąte miejsce podczas ZIO 1992. W saneczkarstwie wystartowali raz – w 1988 w Calgary. Bart Carpentier Alting zajął wtedy trzydziestą szóstą pozycję.
| Dyscyplina    | Konkurencja      | Zawodnik               | Miejsce      | Miejsce          |
| Dyscyplina    | Konkurencja      | Zawodnik               | Calgary 1988 | Albertville 1992 |
| ------------- | ---------------- | ---------------------- | ------------ | ---------------- |
| Bobsleje      | Dwójki mężczyzn  | Bart Carpentier Alting | 29.          | –                |
| Bobsleje      | Dwójki mężczyzn  | Bart Drechsel          | 29.          | –                |
| Bobsleje      | Dwójki mężczyzn  | Bart Carpentier Alting | –            | 37.              |
| Bobsleje      | Dwójki mężczyzn  | Dudley den Dulk        | –            | 37.              |
| Saneczkarstwo | Jedynki mężczyzn | Bart Carpentier Alting | 36.          | –                |